# 方濟各·托馬塞克
方濟各·托馬塞克（捷克語：František Tomášek；1899年6月30日—1992年4月8日）是捷克籍天主教司鐸級樞機及布拉格總教區榮休總主教。

## 生平
托馬塞克於1899年6月30日在奧匈帝國捷克東部的城鎮斯圖登卡出生。完成學業和服役後，他在帕拉茨基大學學習。於1922年7月5日晉鐸和在學校中教授宗教。1938年，他在帕拉茨基大學獲得神學博士學位。
在第二次世界大戰期間，納粹德國佔領捷克斯洛伐克共和國導致大學關閉，托馬斯克於是回到學校中教授宗教。戰爭結束後，他獲得了第二個博士學位。
1949年10月13日晉牧，並被時任教宗庇護十二世任命為奧洛穆茨總教區輔理主教。1965年至1977年間擔任布拉格總教區宗座署理。
1977年6月27日，被時任教宗保祿六世冊封為司鐸級樞機和布拉格總教區正權總主教。直到1991年6月1日榮休，由米洛斯拉夫·弗爾克接替擔任布拉格總教區總主教。
於1992年4月8日，托馬塞克在捷克斯洛伐克布拉格去世，享年93歲。

## 牧徽

方濟各·托馬塞克樞機牧徽